# 1912 Anubis
1912 Anubis è un asteroide della fascia principale. Scoperto nel 1960, presenta un'orbita caratterizzata da un semiasse maggiore pari a 2,9010853 UA e da un'eccentricità di 0,0970508, inclinata di 3,16135° rispetto all'eclittica.
L'asteroide è dedicato ad Anubi, divinità egizia della morte.